# Cneu Hosídio Geta
Cneu Hosídio Geta (em latim: Gnaeus Hosidius Geta) foi um general e senador romano nomeado cônsul sufecto para o nundínio de junho a dezembro de 47 com Tito Flávio Sabino, Lúcio Vagélio e Caio Volesena Severo.

## Carreira
Geta foi pretor em algum momento antes de 42. Neste ano, no comando de uma legião (provavelmente a IX Hispana) na província da África, participou da campanha de Caio Suetônio Paulino na Mauretania. Ele derrotou Sabalus, um chefe dos mauros, duas vezes e, depois de coletar tanta água quanto pôde carregar, o perseguiu deserto adentro. As forças de Sabalus estavam mais acostumadas com as condições secas e a água começou a acabar antes do previsto. Um nativo mais amigável aos romanos convenceu Geta a realizar um ritual de chuva utilizado por seu povo e, coincidentemente, começou a chover. A sede dos romanos foi aliviada e os mauros, percebendo que até mesmo os céus estavam ajudando os romanos, se renderam.
Depois disto, Geta e sua legião participaram da invasão da Britânia sob o comando geral de Aulo Pláucio no ano seguinte. Geta quase foi capturado na Batalha do Medway, logo no início da campanha, mas se recuperou e seus feitos lhe valeram a ornamenta triumphalia, um prêmio raro para quem ainda não havia sido cônsul. Em 45, serviu como legado imperial na Britânia. Uma inscrição encontrada em Roma revela que ele foi ainda cônsul sufecto em 49.

## Família
Geta casou-se, mas o nome de sua esposa é desconhecido. Eles tiveram uma filha chamada Hosídia, nascida por volta de 65, que se casou com Marco Vitório Marcelo, um homem de status consular e amigo do poeta Estácio, e um filho chamado Caio Vitório Hosídio Geta.